# Mormyrus goheeni
Mormyrus goheeni är en fiskart som beskrevs av Fowler, 1919. Mormyrus goheeni ingår i släktet Mormyrus och familjen Mormyridae. Inga underarter finns listade i Catalogue of Life.